# Gymnosoma obliqua
Gymnosoma obliqua är en tvåvingeart som beskrevs av Robineau-desvoidy 1830. Gymnosoma obliqua ingår i släktet Gymnosoma och familjen parasitflugor.
Artens utbredningsområde är Frankrike. Inga underarter finns listade i Catalogue of Life.